# Luina
Luiná é um género botânico pertencente à família Asteraceae...